# Муравка
Мура́вка — село Удачненської селищної громади Покровського району Донецької області, в Україні. Населення села становить 208 людей.

## Загальні відомості
Відстань до райцентру становить близько 28 км і проходить автошляхом місцевого значення.
Землі села межують із територією с. Новопавлівка Межівського району Дніпропетровської області.

## Символіка
Чорна мураха на золотому тлі (наче золота нива) символізує працьовитість та невтомність. Вогняний меч симвволізує Архангела Михаїла (раніше в селі існувала відповідна церква).

## Транспорт
Селом пролягає автошлях місцевого значення С050957 Удачне — Муравка (14,1 км).

## Населення
За даними перепису 2001 року населення села становило 208 осіб, із них 92,79 % зазначили рідною мову українську та 7,21 % — російську.